# Hodonice (Moravia meridionale)
Hodonice (in tedesco Hödnitz) è un comune della Repubblica Ceca facente parte del distretto di Znojmo, in Moravia Meridionale.